# Germain Célestin Édouard Fournié
Pour les articles homonymes, voir Fournié.
Germain Célestin Édouard Fournié (Limoux, 4 mars 1833 - Paris, 24 mars 1886) est un chirurgien, médecin, anatomiste et physiologiste français, spécialiste de la physiologie de la voix et de la parole, ainsi que des domaines de neuroanatomie et de neurophysiologie. 

## Biographie
Né à Limoux (Aude) le 4 mars 1833, dans la maison de son grand-père maternel, Louis Joly, son père, Jean François Fournié, docteur en médecine, était alors inspecteur des eaux minérales d'Alet-les-Bains. Sa mère, Marie Célestine Joly, était d'une famille riche et notable.
À partir de 14 ans, il étudie la médecine sous la surveillance étroite de son père. À l'âge de 20 ans, le 23 janvier 1853, il rejoint la marine impériale en tant que chirurgien auxiliaire. Il est d'abord nommé au Marengo, mais en 1854, il est envoyé en Crimée. Sa responsabilité est d'effectuer des soins médicaux sur les soldats et les marins souffrant de choléra. Dans le processus de ce soin, lui-même a été sévèrement affecté par cette maladie et a failli en mourir.
Au moment du siège de Sébastopol, il est chirurgien majeur d'une corvette à vapeur, le Caton. Puis, en 1855, il est affecté à l'hôpital Therapia à Constantinople, avec la responsabilité d'effectuer des soins médicaux sur les patients atteints de typhus. Encore une fois, il est sévèrement infecté et frôle la mort. Après cela, il est rapatrié en France et se retire de l'armée. Il termine ensuite ses études médicales à l'université de Montpellier, et le 4 mars 1857 à exactement 24 ans, il termine avec succès sa thèse de doctorat, dénommée Du typhus observé à l'hôpital maritime de Thérapia.

## Contributions scientifiques
Les articles et les livres qu'Édouard Fournie a produits lors de sa longue carrière scientifique touchent des domaines importants des connaissances médicales. Parmi ses principaux documents figurent ceux qui s'intéressent à l'anatomie et à la physiologie du système nerveux central humain et mammifère, à la localisation de différentes fonctions dans le cerveau, à plusieurs aspects de la philosophie et de l'éthique médicales, de la psychologie humaine et autres. Ses travaux pionniers sur la physiologie de la voix et de la parole humaines ont commencé à résonner dans les sphères scientifiques et médicales internationales seulement après sa mort.
En 1873, Édouard Fournié entreprend des expériences pour mieux comprendre le rôle du thalamus dans le cerveau. Ayant cette idée à l'esprit, il injecte du chlorure de zinc dans le thalamus des chats. Peu de temps après, il observe chez ces chats une diminution de la sensibilité tactile, thermique et douloureuse sur le côté, contra-latéral du côté de l'injection. Les observations de Fournié ont grandement contribué à établir le rôle du thalamus comme une station relais sensorielle majeure sur le chemin du cortex.

## Principales publications
- Des rapports des médecins et des pharmaciens avec les sociétés de secours mutuels (1861).
- De la pénétration des corps pulvérulents, gazeux, solides et liquides dans les voies respiratoires au point de vue de l'hygiène et de la thérapeutique (1862).
- Étude pratique sur le laryngoscope et sur l'application des remèdes topiques dans les voies respiratoires (1863).
- Mémoire lu à l’Académie des sciences, dans la séance du 11 avril, Physiologie de la voix (1864).
- Physiologie de la voix et de la parole (1866).
- Consultation médicale sur le choléra (1866).
- Physiologie et instruction du sourd-muet d'après la physiologie des divers langages (1868).
- Physiologie du système nerveux cérébro-spinal (1872).
- Recherches expérimentales sur le fonctionnement du cerveau (1873).
- Note lue à l’Académie de médecine, le 4 août 1874, Physiologie et Instruction des sourds-muets (1874).
- Essai de psychologie : la bête et l'homme (1877).
- Physiologie des sons de la voix et de la parole (1877).
- Application des sciences à la médecine (1878).
- Du rôle de la trompe d'Eustache dans la physiologie de l'audition (1880).
- Contribution à l'étude de l'emploi des métaux, de l'électricité et du magnétisme en médecine (1881).
- La Trompe d'Eustache. Physiologie de la voix et la parole. Localisations cérébrales. Physiologie pathologique des hallucinations (1881).
- Charles Darwin, étude critique (1882).
- Claude Bernard et la méthode expérimentale (1882).